# Giuseppe Verdi (miniserie televisiva)
Giuseppe Verdi è uno sceneggiato televisivo dedicato al compositore Giuseppe Verdi, trasmesso dalla Rai sull'allora Programma Nazionale, in cinque puntate, dal 22 dicembre 1963 al 19 gennaio 1964.
È stato diretto da Mario Ferrero su soggetto e sceneggiatura di Manlio Cancogni.